# Jaak Van Assche
Pour les articles homonymes, voir Van Assche.
Jaak Van Assche, né le 13 juillet 1940  à Londerzeel, est un acteur belge.

## Biographie
Jaak Van Assche est un « bekende Vlaming », marié avec l'actrice Heddie Suls (nl).

## Filmographie

### Cinéma
- 1993 : Ad fundum d'Erik Van Looy
- 1994 : Just Friends de Marc-Henri Wajnberg
- 2000 : Lijmen/Het been de Robbe De Hert
- 1997 : Oesje! de Ludo Cox
- 2013 : Kampioen zijn blijft plezant de Eric Wirix

### Télévision
- 1978-81 : De Collega's (série télévisée)
- 1990-91 : Alfa Papa Tango (série télévisée)
- 1997-98 : Windkracht 10 (série télévisée)
- 2000-2011 : F.C. De Kampioenen (série télévisée) : Fernand Costermans